# Friedrich Endl
Friedrich Endl OSB (* 30. Juli 1857 in Franzen; † 4. August 1945 in Horn) war ein österreichischer Benediktiner, Archivar und Heimatforscher.

## Leben
Friedrich Endl besuchte das Piaristengymnasium Horn und trat 1876 als Novize in das Benediktinerstift Altenburg ein. Er studierte an der Diözesanlehranstalt zu St. Pölten und/oder der Universität Innsbruck Theologie und erhielt 1881 die Priesterweihe. Von 1888 bis 1891 war er als Kooperator in Horn in der Pfarrseelsorge tätig, dann bis 1904 Stiftsarchivar in Altenburg. Von 1892 bis 1932 war er Waldmeister des Stifts, von 1892 bis 1936 auch Gastmeister und von 1923 bis 1940 Subprior.
1891 wurde er Korrespondent, 1897 Konservator der k. k. Zentralkommission zur Erforschung und Erhaltung der Kunst- und historischen Denkmale und 1924 Konservator für kunsthistorische Agenden für den Bezirk Horn.
Er starb 1945 und wurde in einem Ehrengrab der Stadt Horn bestattet. Dort ist auch die Friedrich-Endl-Gasse nach ihm benannt.

## Leistungen
Er erwarb sich bleibende Verdienste als Erforscher der Geschichte seiner Heimat und seines Ordens, ganz besonders der Stadt Horn und ihrer Umgebung. Auf seine Initiative geht auch die Erschließung der (barock überbauten) mittelalterlichen Klosteranlage zurück (u. a. Freilegung der Reste des alten Kreuzgangs).

## Werke
- Die Wallfahrtskirche zu Drei Eichen, 1894
- Studien über Ruinen, Burgen, Kirchen und Klöster und andere Denkmale der Kunst, Geschichte und Literatur des Horner Bodens, 3 Hefte, 1895/96
- Schuldramen und Schulkomödien der Piaristen, 1895
- Geschichte des Gymnasiums der Piaristen zu Horn, 1899
- Die Stadtschule in Horn, 1901
- Die Stadt Horn um das Jahr 1600, 1902
- Stift Altenburg, Bd. 24 der Österreichischen Kunstbücher, 1929
- Stift Altenburg und das alte Poigreich im Wandel der Zeiten, Reimchronik, 1924
- Aus dem schönen Lande des blauen Nibelungenstromes, 1930